# Magulodon muirkirkensis
"Magulodon" (“diente de la mejilla”) es el nombre informal dado a un género de un posible dinosaurio ornitópodo cerapodo que vivió a mediados del período Cretácico, hace aproximadamente 111 a 99 millones de años entre el Aptiense y el Albiense. Es un neornitisquio, pudiendo ser un ornitópodo o un ceratopsiano basal, que fue encontrado en la Formación Arundel, Maryland, Estados Unidos. La especie tipo, "Magulodon muirkirkensis", fue nombrada por Kranz en 1996. Es un diente que no ha sido formalmente considerado como inválido. Sin embargo, en un trabajo se lo citó sin hacer aparecer el nombre para no generar problemas taxonómicos probablemente sea colocado entre los dudosos cuando se realice la publicación oficial. 